# Dombondir
 (juin 2013).
Si vous disposez d'ouvrages ou d'articles de référence ou si vous connaissez des sites web de qualité traitant du thème abordé ici, merci de compléter l'article en donnant les références utiles à sa vérifiabilité et en les liant à la section « Notes et références ».
Dombondir est un village sénégalais peuplé majoritairement de Diolas, et situé dans la communauté rurale de Kataba 1, département de Bignona, région de Ziguinchor.

## Géographie
Dombondir est entouré par les villages de Mahamouda, Joola et Macounda. Il est également frontalier avec Sifoe, un village de la Gambie.

## Histoire
Le village de Dombondir a été fondé par Fa Samba Diatta, un habitant ressortissant du village de Diatock, dans la communauté rurale de Mangagoulack arrondissement de Tandouck.
Son chef de village actuel est Robert Sambou, en remplacement de Abdoulaye Sagna, ancien chef du village.
Le chef de village de Dombondir, Abdoulaye Sagna, et son neveu Seyni Sagna ont été tués ce lundi 12 novembre 2018 vers 14 heures. Ils ont été attaqués à coups de couteau par un déficient intellectuel d'origine gambienne. Le mobile du crime est le vol de bétail.

## Urbanisme
Les principaux quartiers qui composent Dombondir sont Diatock Bagaya et Karone. Les infrastructures de bases sont l'école primaire, le collège, le dispensaire, le centre polyvalent,l'antenne réseau d'Orange et enfin un forage.